# Svoger
Svoger er betegnelsen for en mand, der indtager en af følgende tre pladser i en familie:
- Ægtefælles bror
- Søskendes mand
- Ægtefælles søskendes mand